# Irene Rodrigo Martínez
Irene Rodrigo Martínez (Puçol, 1990) és una escriptora i comunicadora valenciana.
Graduada en periodisme i amb formació en música i art dramàtic, comença a fer un canal de Youtube sobre llibres el 2015. El 2017 presenta i codirigeix el programa Una habitació pròpia, dedicat a la literatura, en À Punt Mèdia. Des d'aquell programa, es feren materials didàctics per a ser utilitzats en els centres escolars, i obtingueren el premi en Innovació de Ràdio Associació de Catalunya el 2019. El 2021 apareix una seqüela d'Una habitació pròpia, anomenada Una habitació amb vistes.
L'any 2021 va rebre el Premi València Nova de narrativa en castellà per la seua primera novel·la, «Tres lunas llenas», que posteriorment va publicar Ediciones Versátil.